# Klaus Köste
Klaus Köste (Fráncfort del Óder, Alemania, 27 de febrero de 1943) es un gimnasta artístico alemán especialista en la prueba de salto de potro, con la que representando a Alemania del Este consiguió ser campeón olímpico en 1972.

## Carrera deportiva
En los JJ. OO. celebrados en Tokio en 1964 gana el bronce en el concurso por equipos, tras Japón y la Unión Soviética, siendo sus compañeros de equipo: Siegfried Fülle, Philipp Fürst, Erwin Koppe, Günter Lyhs y Peter Weber.
En los JJ. OO. de México 1968 vuelve a ganar el bronce en el concurso por equipos.
En el Mundial de Liubliana 1970 consigue el bronce en el concurso por equipos —por detrás de Japón y la Unión Soviética—, siendo sus compañeros: Matthias Brehme, Wolfgang Thüne, Gerhard Dietrich, Peter Kunze y Bernd Schiller; además gana otro bronce en barra fija.
Por último, en los JJ. OO. de Múnich de 1972 consigue la medalla de oro en salto de potro, y de nuevo el bronce en la competición por equipos —y de nuevo tras Japón y la Unión Soviética—, siendo sus compañeros de equipo: Matthias Brehme, Wolfgang Klotz, Wolfgang Thüne, Jürgen Paeke y Reinhard Rychly—.